# Trofeo William M. Jennings

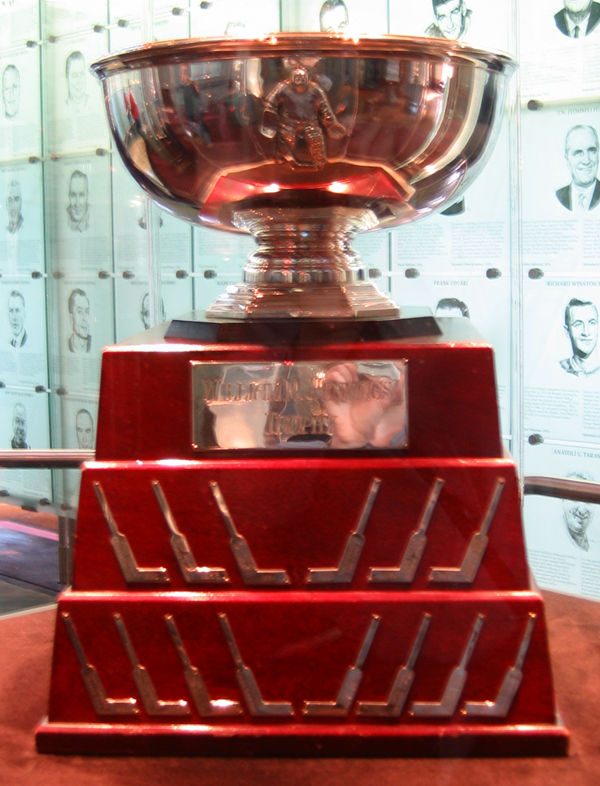
El Trofeo William M. Jennings expuesto en el Salón de la Fama del Hockey.

El Trofeo William M. Jennings es un galardón concedido anualmente por la National Hockey League al portero que ha permitido menos goles habiendo jugado, al menos, 25 partidos de temporada regular.
El trofeo se denomina así en honor a William M. Jennings, presidente de los New York Rangers durante mucho tiempo y uno de los pioneros del hockey sobre hielo en los Estados Unidos. Se entregó por primera vez en la temporada 1981-82.

## Ganadores del Trofeo William M. Jennings
- 2021-22 - Frederik Andersen y Antti Raanta, Carolina Hurricanes
- 2020-21 - Marc-Andre Fleury y Robin Lehner, Vegas Golden Knights
- 2019-20 - Tuukka Rask y Jaroslav Halak, Boston Bruins
- 2018-19 - Thomas Greiss y Robin Lehner, New York Islanders
- 2017-18 - Jonathan Quick, Los Angeles Kings
- 2016-17 - Braden Holtby, Washington Capitals
- 2015-16 - Frederik Andersen y John Gibson, Anaheim Ducks
- 2014-15 - Corey Crawford y Carey Price, Chicago Blackhawks, Montreal Canadiens
- 2013-14 - Jonathan Quick, Los Angeles Kings
- 2012-13 - Corey Crawford y Ray Emery, Chicago Blackhawks
- 2011-12 - Brian Elliott y Jaroslav Halak, St. Louis Blues
- 2010-11 - Roberto Luongo y Cory Schneider, Vancouver Canucks
- 2009-10 - Martin Brodeur, New Jersey Devils
- 2008-09 - Tim Thomas y Manny Fernandez, Boston Bruins
- 2007-08 - Dominik Hašek y Cris Osgood, Detroit Red Wings
- 2006-07 - Niklas Backstrom y Manny Fernandez, Minnesota Wild
- 2005-06 - Miikka Kiprusoff, Calgary Flames
- 2004-05 - Vacante por huelga de jugadores
- 2003-04 - Martin Brodeur, New Jersey Devils
- 2002-03 - Martin Brodeur, New Jersey Devils y Roman Cechmanek/Robert Esche, Philadelphia Flyers (empatados)
- 2001-02 - Patrick Roy, Colorado Avalanche
- 2000-01 - Dominik Hašek, Buffalo Sabres
- 1999-00 - Roman Turek, St. Louis Blues
- 1998-99 - Ed Belfour/Roman Turek, Dallas Stars
- 1997-98 - Martin Brodeur, New Jersey Devils
- 1996-97 - Martin Brodeur/Mike Dunham, New Jersey Devils
- 1995-96 - Chris Osgood/Mike Vernon, Detroit Red Wings
- 1994-95 - Ed Belfour, Chicago Blackhawks
- 1993-94 - Dominik Hašek/Grant Fuhr, Buffalo Sabres
- 1992-93 - Ed Belfour, Chicago Blackhawks
- 1991-92 - Patrick Roy, Montreal Canadiens
- 1990-91 - Ed Belfour, Chicago Blackhawks
- 1989-90 - Andy Moog/Rejean Lemelin, Boston Bruins
- 1988-89 - Patrick Roy/Brian Hayward, Montreal Canadiens
- 1987-88 - Patrick Roy/Brian Hayward, Montreal Canadiens
- 1986-87 - Patrick Roy/Brian Hayward, Montreal Canadiens
- 1985-86 - Bob Froese/Darren Jensen, Philadelphia Flyers
- 1984-85 - Tom Barrasso/Bob Sauve, Buffalo Sabres
- 1983-84 - Al Jensen/Pat Riggin, Washington Capitals
- 1982-83 - Roland Melanson/Billy Smith, New York Islanders
- 1981-82 - Rick Wamsley/Denis Herron, Montreal Canadiens

Nota: Antes de 1982, los porteros destacados según los criterios actuales del Trofeo Jennings eran galardonados con el Vezina Trophy.